# Brachymenium sinense
Brachymenium sinense är en bladmossart som beskrevs av Jules Cardot och Thériot 1911. Brachymenium sinense ingår i släktet Brachymenium och familjen Bryaceae. Inga underarter finns listade i Catalogue of Life.